# Горан Фіорентіні
Горан Фіорентіні (21 листопада 1981) — хорватський ватерполіст.
Учасник Олімпійських Ігор 2004 року.
Призер Чемпіонату світу з водних видів спорту 2003 року.